# ハロウィン (ドイツのバンド)
ハロウィン（Helloween）は、ドイツ・ハンブルク出身のパワーメタル・バンド。
ジャーマン・メロディックスピードメタルのサウンドとイメージを作り上げた先駆者として知られる。以来、同国の代表的HR/HM系グループとして定着し、後にハロウィン以外の様々なバンド、プロジェクトでも活躍するカイ・ハンセンやマイケル・キスクらのドイツ人実力者を輩出した。

## 概要
バンド名は、当時メンバー（Ds）だったインゴ・シュヴィヒテンバーグ（故人）が、1978年制作のアメリカ映画『ハロウィン』から採ったもの。スペルをHalloweenではなくHelloweenにしたのは、メタルっぽくHell（地獄）を入れようとベーシストのマーカス・グロスコフが提案したからだという。
ボーカリスト別に大きく3期に分類できる。当初のボーカルは、ギタリストのカイ・ハンセンであったが、その後、マイケル・キスクの加入により、高い評価を得るようになる。その後、カイ・ハンセン（Gt）が1989年に、マイケル・キスク（Vo）が1993年に脱退、さらに、メンバーチェンジを繰り返し、現在に至る。

## 略歴

### バンド創成期、カイ・ハンセンのボーカル時代

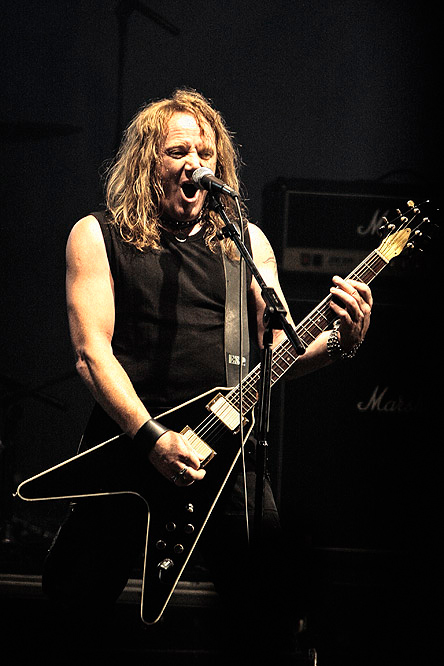
カイ・ハンセン(Vo/G)

ハロウィンの前身は1978年にカイ・ハンセン（ボーカル・ギター）とピート・シールク（ギター）がハンブルクで結成したジェントリー(Gentry)というバンド。1981年にセカンド・ヘル(Second hell)へ改名し、インゴ・シュヴィヒテンバーグ（ドラム）・マーカス・グロスコフ（ベース）が加入したが、シールクがエンジニアになるために脱退。今度はアイアン・フィスト(Iron Fist)に改名した。1982年、ギタリストのマイケル・ヴァイカートは自分のバンド、パワーフール(Powerfool)にハンセンを誘うが、結局、ヴァイカートがアイアン・フィストへ加入した。
前述の経緯でHelloweenにバンド名が確定し、1984年にノイズ・レコードのコンピレーションアルバム『Death Metal』に『Oernst Of Life』・『Metal Invaders』の2曲で参加。このアルバムには、同じハンブルクのバンドで、当時ハロウィンよりビッグと見なされていたランニング・ワイルドも参加していた。同年、ノイズ・レコードと正式に契約。
1985年2月、ミニ・アルバム『Helloween』でデビュー。ランニング・ワイルド等の地元バンドとの競争が激しかったハンブルクに、バンドの存在を知らしめた。同年12月に発売された初のフルレンス・アルバム、『Walls Of Jericho』は、ドイツ国内での総売上は約11万枚を超え、スコーピオンズと並ぶヒットとなった。国内のみならず、海外の各音楽雑誌等にも取り上げられ、スピード・メタルとして高い評価を得る。だが、ヴァイカートはメロディアスさに欠けるスピード・メタルというジャンルに、自分達の音楽性を当てはめられることを不満に感じていた。1986年9月リリースのシングル『Judas』を最後に4人編成時代は終了する。
当時でいうところのメロディック・スラッシュメタルのゴリゴリとした狂暴なサウンドのギターリフと疾走するドラムが最大の特徴であった。それに加えて、ハンセンがギターを弾きながら、「魔女のような歌声」とハイトーンシャウトで歌うスタイルが載せられ、ポピュラーさよりもパワフルさ重視の典型的なヘヴィメタル楽曲が揃うこととなった（これがパワーメタル/メロディックスピードメタルの創始という説で定着している）。
楽曲制作はハンセンとヴァイカートの二人によって手がけられる。実質的にサウンドスタイルは、ヴァイカートよりも多数の曲を書いているハンセンの意向が多く反映されているため、ブラック・サバス、ジューダス・プリースト、アクセプト、メタリカなどの先輩バンドに影響を受けたような雰囲気が漂っている。実際にアレンジと歌詞だけ変えたような「似ている」楽曲もいくつかあり、このことが現状路線を続けたいハンセンと多様性を求めるヴァイカートとが決別する遠因となった。だが、当時の二人は友人であったのは事実で、いくつか難しい状況に陥ったこともあるが、後の問題に比べれば大したことではなかったという。
当時はバンドのマスコットキャラクターとして、「Fang Face」というマントを纏った醜悪な顔をした男を、ジャケットイラストやライヴで登場させていた。その後、ヴァイカートがこのFang Faceのことを、アイアン・メイデンの真似をしている（デザインがアイアン・メイデンのマスコットキャラであるエディと酷似している）という理由で嫌いになったため、『Walls Of Jericho』のジャケットイラスト以降は使用していない。代わりにカボチャ（ジャック・オー・ランタン）をモチーフにしたキャラクターが『Judas』以降現れることになり、こちらは現在まで多くのジャケットやライヴに登場している。
ノイズ・レコードとの契約を、ヴァイカートは最低最悪だったと言い、契約しなければ1989年のハンセンの脱退も起こらず、コマーシャル性を前面に打ち出した1993年リリースのアルバム『Chameleon』を作ることもなかったと批判している。

### マイケル・キスク時代

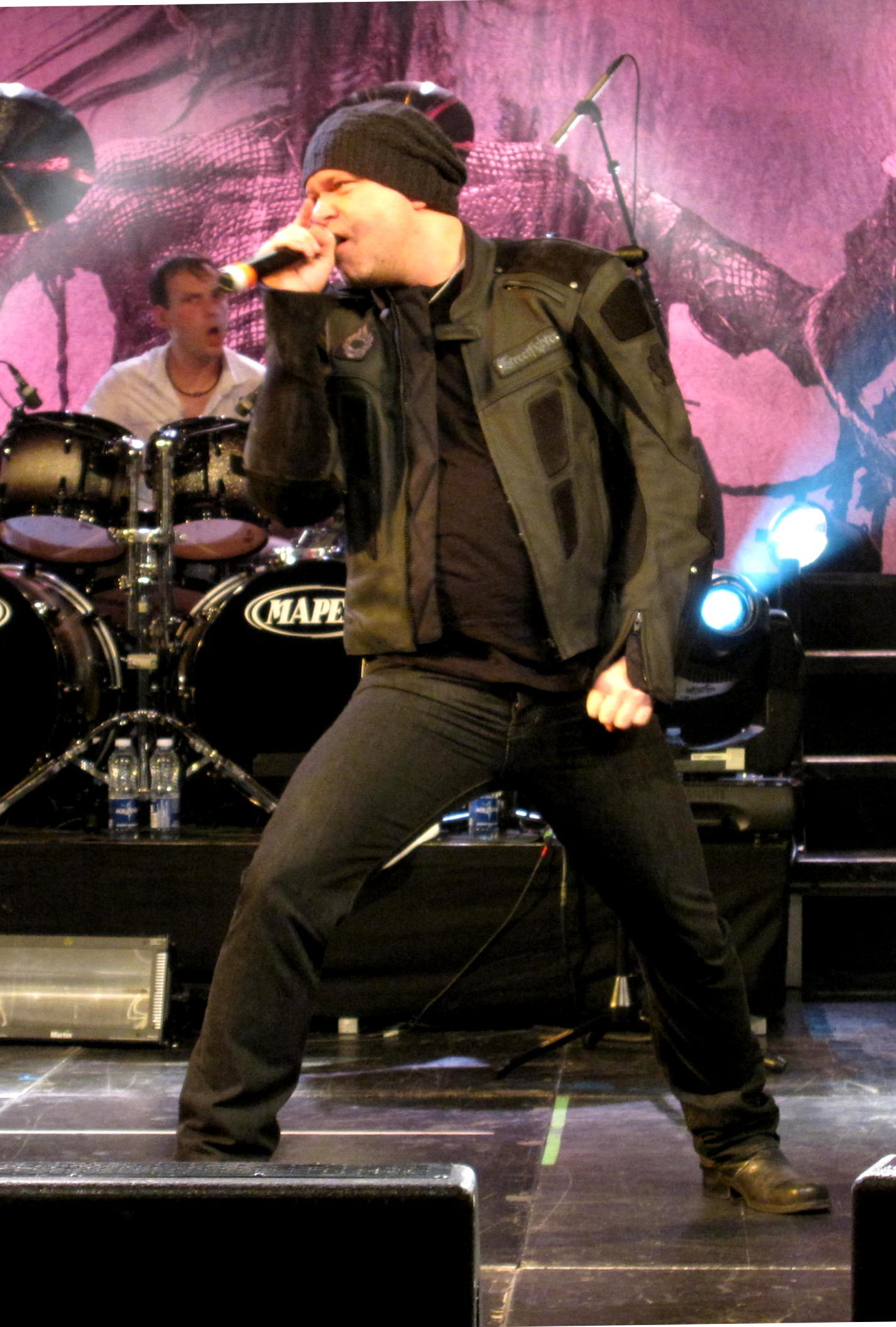
マイケル・キスク(Vo)

ギターをプレイしながらメインヴォーカルを取るというスタンスに限界を感じていたハンセンの強い要望により、ヴォーカル探しが行われ、マイケル・キスクが加入。
キスクの加入により、よりポップなエッセンスも注入されることとなる。ヴァイカートの作曲する美しいメロディに乗せて、キスクの声量豊かな突き抜けるハイトーン・ボーカルがこだまする、『Eagle Fly Free』に見られるような、カイとヴァイカートのツインリードによる流麗で重厚なギター・ソロ、ツーバス・ドラムによる疾走感のある曲を特徴とするが、ヘヴィな曲や『Dr. Stein』等コミカルな曲もある。中でも1987年の2nd『Keeper Of The Seven Keys Part1』（邦題：守護神伝-第一章-）、翌1988年の3rd『Keeper Of The Seven Keys Part2』（邦題：守護神伝-第二章-）の2枚のアルバムは世界中で大ヒットし、ジャーマンメタルバンドとしてのハロウィンの名を広めた。この人気に呼応する形で海外ツアーも積極的にこなし、来日ツアーも行っている。この2枚のアルバムは当初は1枚のアルバムに収録されるはずだったものが、予算やその他の関係により、2枚に分割されて発売されたものである。
地元メディアからは「スコーピオンズ、アクセプトに次ぐ逸材」と評され上記のようにレコードが大ヒットしツアーの数もこなすなど、バンドは事実上いわゆる"黄金期"を迎えており一見すれば順風満帆のように見えるが、ヴァイカートは後に当時のマネージメントは非常に過酷なものであったと語っており、特にカイ・ハンセンは周囲に「ツアーの回数を減らしたい」と漏らしてしまうほどに精神的にも疲弊していた。そうした状況の中で生まれた楽曲が「I Want Out」であったと後のインタビューで語っている。アメリカのHM/HR市場にも積極的に売り込んだ時期もあったが、いま一つの結果に終わっている。
そういった不安定な状況の中でメンバー間での仲にも徐々に捻れが生じ始め、さらにはカイ・ハンセンが健康上の問題を抱えるようになり、1989年1月1日にハンセンが脱退する。後任にローランド・グラポウを迎え、レコード会社をノイズ・レコードからEMIに移籍（マネージメント会社もアイアン・メイデンが所属しているサンクチュアリに変更）して作成した4thアルバム『Pink Bubbles Go Ape』だが、1991年3月のリリース直前に前所属レコード会社のノイズ・レコードから裁判を起こされ、イギリス以外では発売中止となり、バンド活動も禁止となる。1年後の1992年には無事裁判の決着がつき、イギリス以外でもアルバムがリリースされ、バンド活動も行えるようになった。しかしハンセンが脱退したことでキスクのバンド内の発言力が大きくなり、ポップ・メタル路線が強調された『Pink Bubbles Go Ape』、1993年には『Keeper〜』からかけ離れた音楽性を持ったアルバム『Chameleon』を発表。この当時のBURRN!誌でのインタビューでは、キスク、ヴァイカートが誌面に登場することが多かったが、ハンセンを「勝手にバンドを去った」「俺たちを置き去りにした」と不仲を強調する発言が見受けられた。
その後、インゴの負傷もあり、キスクとヴァイカートの仲もだんだんと亀裂が深まり(ヴァイカートの発言権にキスクが異を唱えることがあったため)、次第に亀裂が決定的なものになり、キスク、インゴは事実上解雇に等しい脱退を余儀なくされ、バンドを去ってしまった。
ちなみに93年の来日公演の際、すでに重症だったインゴに代わり、リッチー・アビデル・ナビがサポートで参加。
その直前の欧州ツアーでマーカスが一週間ほど休暇をとり、代行として元マスタープラン(現アイアン・セイヴィアー)のヤン＝セレン・エッカートが参加している。

### アンディ・デリス時代

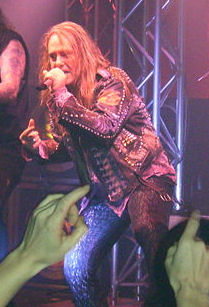
アンディ・デリス(Vo) 2006年

1994年、元ガンマ・レイのドラマー、ウリ・カッシュとピンク・クリーム69のボーカリストだった、アンディ・デリスが加入。デリスはハンセンの様なワイルドかつスクリームな歌声、キスクの様な美しい穏やかな歌声、両方をこなせる歌唱力を持ち、自身作曲のポップセンスあふれる楽曲はヴァイカートたちと並んでバンドの柱となる。同時にバンドの音楽性も『Keeper〜』路線のパワーメタルに回帰、人気が低迷していたバンドは同年発表の『Master Of The Rings』で「復活」を果たす。
同路線の作品『The Time Of The Oath』（1996年）も好評、バンドの基本的なアイデンティティーを保ちながら、よりヘヴィなスタイルに挑戦した『Better Than Raw』（1998年）も、好セールスを記録する。
バンドは長年ハロウィンのプロデュースに携わっていたトミー・ハンセンに代わり、新たにアングラやブラインド・ガーディアン等のプロデュースに関わったチャーリー・バウワファイントを迎えて新作のレコーディングに入る事を発表する。一方でマネージメント側はハロウィンを次作で再び北米マーケットに進出させたい思惑があった為、ブルース・ディッキンソンやハルフォードのプロデュースの手腕を買われたロイ・Zの起用を提案した事で＂プロデューサー2人体制＂という異例の形でレコーディングを開始することになった。
また、この頃にグラポウがハロウィンの音楽性に異議を唱える事があった為にヴァイカートとの仲が険悪になっており、2000年発表のアルバム『The Dark Ride』は、そうした混乱した状況で制作された上、それまでのハロウィン路線からの脱却を図った、アルバムタイトル通りダークで重苦しい内容であった。
ヴァイカートは製作当時、「メンバーの中でダークライドの音楽性に反対していたのは自分ひとりだけだったが、特にバンドをそういった方向性に押し進めようとしていたのがグラポウとカッシュだった」といい、また2人がハロウィンより自身のプロジェクト（後のマスタープラン）の活動を優先していたことがヴァイカートとマーカス・グロスコフの反感を買うことになる。ツアー後にグラポウとカッシュがバンドとマネージメント側に話を通さずにプロジェクトの準備に入った事にヴァイカートが激怒しこの事が決定打となりグラポウとカッシュはハロウィンを解雇される。
グラポウとカッシュの脱退後、ヴァイカートは当初、新しいギタリストに長年の付き合いがあるガンマ・レイのヘンヨ・リヒターの加入を求めていたが、ヘンヨがガンマ・レイの活動に専念したい意思があった事や現状でバンド活動をしている人物に声を掛けた事に対する周りの批判もあった為に断念し、プロデューサーのチャーリー・バウワファイントの紹介で元フリーダム・コールのサシャ・ゲルストナーが新ギタリストとして加入しする。
ドラマーはマーク・クロスの加入が発表されたものの、EBV感染による重病を患い『Rabbit Don't Come Easy』のレコーディングに参加できずそのまま脱退し、ミッキー・ディー（モーターヘッド）がサポート参加したのち、レコーディング後に元ランニング・ワイルド、U.D.O.のステファン・シュヴァルツマンが加入する。前作から引き続きプロデューサーにチャーリー・バウワファイントを起用し、またハロウィンとしての本来のアイデンティティーを取り戻す事をコンセプトに2003年に『Rabbit Don't Come Easy』を発表する。また、チャーリーは以後もハロウィンのプロデューサーとして関わっていくことになる。
2004年にシュヴァルツマンがハロウィンの音楽性と自身のプレイスタイルの違いを理由に脱退し、後任にダニ・ルブレを迎えて制作された2005年発表の『Keeper Of The Seven Keys - The Legacy』（邦題：守護神伝-新章-）はベストメンバーによる集大成といった趣で、キャッチーでメロディアスな疾走曲や10分を超える大作、バラードなど盛り沢山な内容となっている。
2007年5月11日よりニューアルバム『Gambling With The Devil』のレコーディングをアンディ・デリスの"Mi Sueno Studios"で開始し、10月24日に発売。このアルバムからの先行シングル『As Long As I Fall』は9月27日に発売された。

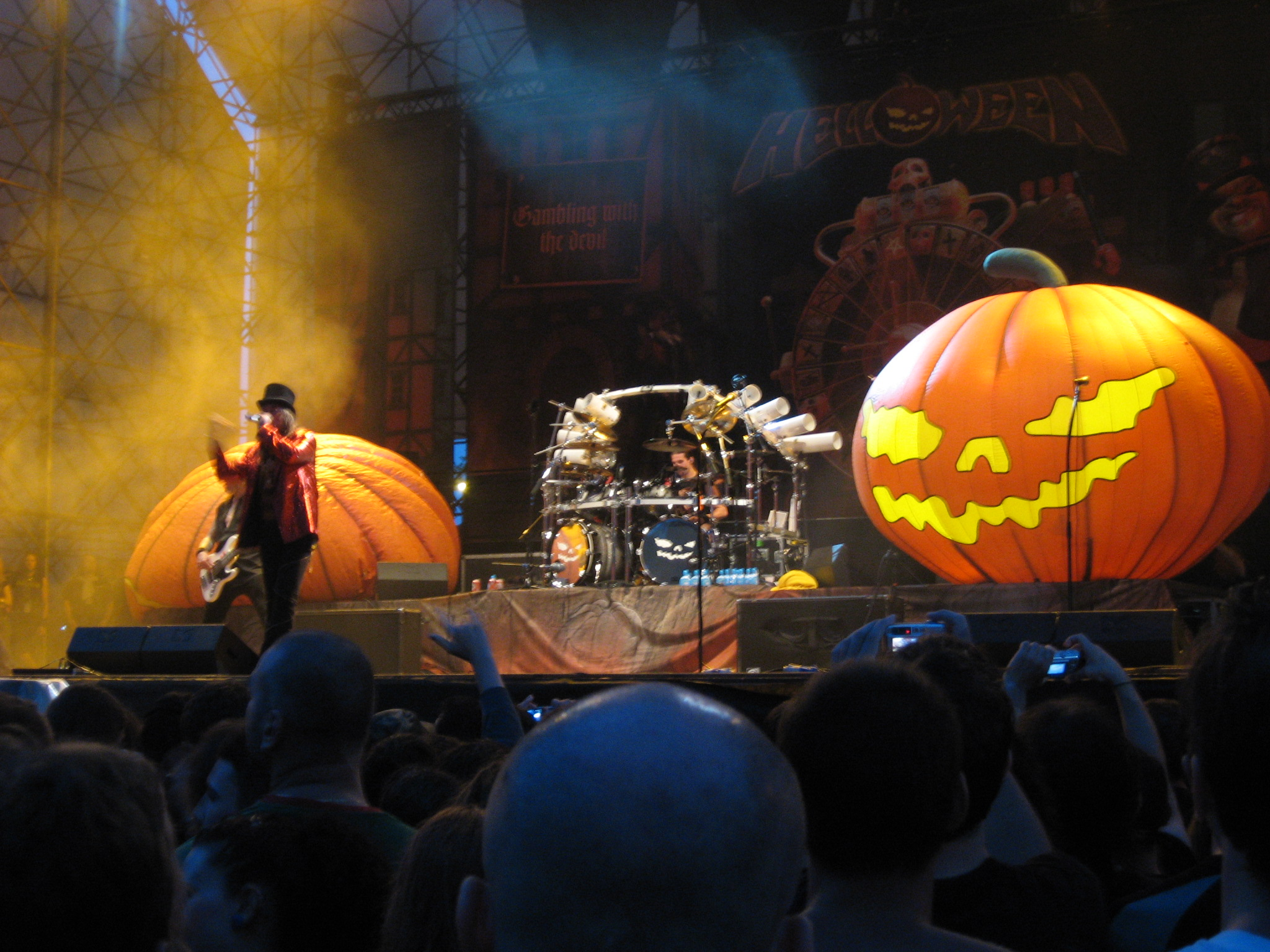
イタリア・ミラノ公演 (2008年7月)

また、同年11月から始まる、同アルバムをプロモートするための世界ツアーは、『Hellish Rock 2007/2008 HELLOWEEN VERY SPECIAL GUEST:GAMMA RAY』と題され、同時期に新アルバム『Land Of The Free - II』をリリース予定で、初期メンバーのカイ・ハンセンが率いるガンマ・レイとのカップリングツアーとなり、歴史的ツアーとして注目された。日本には2008年2月8日の福岡公演を皮切りに、広島や東京など6公演が行われた。また、ハードロック／ヘヴィメタル専門雑誌BURRN!11月号の表紙にもアンディとハンセンが取り上げられ、巻頭特集で2人へのインタビューが組まれた。
2010年10月、アルバム『7 Sinners』を発表。翌年2月にストラトヴァリウスとのダブルヘッドライナーツアーでの来日公演を行った。
2012年10月に来日し、日本のHR/HMフェス『ラウドパーク 12』にて、ラウドパークの初出演を果たした。
2013年1月にはアルバム『Straight Out Of Hell』を発表。ガンマ・レイと共に前回から5年ぶり・二度目の『Hellish Rock』ツアーにてカップリングツアーを行い、日本では同年6月来日公演が実現された。
2015年5月、アルバム『My God given Right』を発表。同年10月に『ラウドパーク15』にて、3年ぶりにラウドパークへ出演。また、同月31日、バンド結成30周年を記念して『Hellbook』を上梓した。

### リユニオン

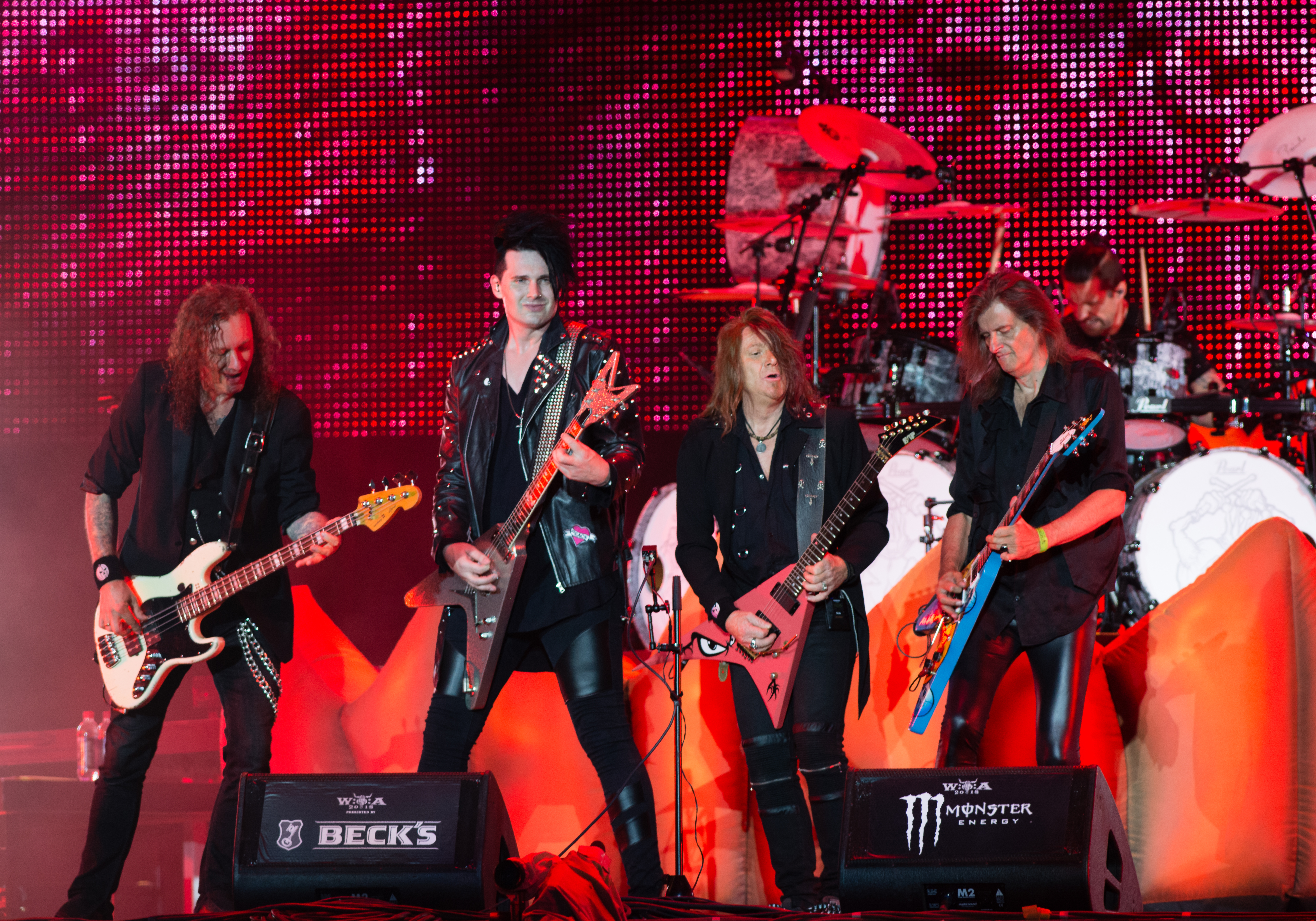
リユニオン「Pumpkins United」(2018年)

2016年9月、同年6月に予定されていた「アマランス」とのダブルヘッドライナーでの来日ツアーの振り替え公演が行われた。
同年11月には、翌年秋からスタートの『Pumpkins United Tour』と題されたワールドツアーにて、以前『Hellish Rock』で再共演したカイ・ハンセンの他にマイケル・キスクの客演が決定し、キスクは1993年の脱退以来、24年ぶりにハロウィンのオリジナルメンバーであるヴァイカートとグロスコフとの再共演に、現ラインナップメンバーであるデリスとゲルストナー、ルブレとの初共演の実現が発表された。
また、ワールドツアー開催と共に、ハンセンとキスクも参加した新曲の配信が開始された。リユニオンのラインナップでワールドツアーを開始し、来年度に配信曲のシングルリリースを発表（日本のみ)。
そして、2018年3月、ワールドツアーに伴うジャパン・ツアーも実施し来日を果たした。
2021年4月、7人編成初のフル・アルバムからの先行シングル「スカイフォール」発売。同年6月、フルアルバム『Helloween』を発表。

## 逸話

### 制作体制
12th「Gambling with the Devil」以後、バンド専用のコンピューターサーバーにてメンバー間でアイデアを共有しながら楽曲を組み立てていくスタイルをとっており、カイ・ハンセンとマイケル・キスクが再び合流した2021年発表「スカイフォール」以後も同様の方法で楽曲制作を行っている。
また、楽曲クレジットについては最初にその曲のアイデアを持ち込んだメンバーを表記し、基本的にメンバー全員でアイデアを持ち寄りながらひとつの曲を完成させているとのこと。
パートごとにレコーディングを行う際、通常ドラムやベース等のリズムパートをレコーディングをした後でギターパートを録る事が多い中、ハロウィンではベースパートはギターパートの後にレコーディングを行っている。
この理由について、ベーシストのマーカス・グロスコフはギタープレイを聴いてからベースラインを組み立てる為、また仮録りの段階のギターパート（パイロット・ギター）はアイデアやチューニングが不完全である事が多く、その段階でベースパートをレコーディングしてしまうと本録りのギターパート（レファレンス・ギター）の音源が出来上がった際にサウンドのズレが生じてしまう事がある為だという。
ミニアルバム「Helloween」、1st「Walls Of Jericho」、4th「Pink Bubbles Go Ape」を除く2nd「守護神伝 -第一章-」から8th「Better Than Raw」まではトミー・ハンセンがプロデュースに携わり、9thの「The Dark Ride」以後はチャーリー・バウアーファイントのプロデュースの下で楽曲制作を行なっている（「The Dark Ride」はロイ・Zとの共同プロデュース）。
また、2021年発表の「HELLOWEEN」では元ピンク・クリーム69のメンバーであるデニス・ワードがセカンド・プロデュースに携わっている。
2003年頃のインタビューで、ヴァイカートは「いつかチャーリーとトミーの2人で仕事をしてもらえたらどうか」と語っていた事があったが、2021年現在では未だ実現はしていない。

### GAMMA RAYとの関係
カイ・ハンセンがハロウィンを脱退後に結成したガンマ・レイとは長年に渡り表立ったコンタクトが無かった為、その事がカイとマイケル・ヴァイカートとの不仲が噂される理由の一つとなっていた。実際はお互い同じスタジオをシェアしていた事もあり両メンバー同士で食事をするなどプライベートでのバンド間の交流はあったといい、敢えて公の場で距離を置いていた理由は「お互いのキャリアが混同される事を避ける為」であったとカイとヴァイカートは雑誌のインタビューで答えていた。また、ハロウィンがガンマ・レイとのジョイント・ツアーを施行した際、最初にジョイントの案を持ち掛けたのはカイの方であった。
ヴァイカートはガンマ・レイが「Sigh No More」のレコーディングをしている時期にスタジオに遊びに行っており、またウリ・カッシュの事を知ったのもこの頃であった。ウリがハロウィンへの加入が決定した際、アンディ・デリスは当時まだ無名であった彼の加入に対して疑問を抱いていたという。

### その他
- かつて在籍していたローランド・グラポウとウリ・カッシュが解雇される前、ホテルでマイケル・ヴァイカートとマーカス・グロスコフ、そしてローランド・グラポウとウリ・カッシュは殺し合い寸前のケンカをしたと、アンディ・デリスが雑誌で答えている。ちなみにアンディはその時体調不良のためケンカに参加していないが、直後にアンディの寝室に飛び込んできたマーカスに「ローランドとウリとはもう一緒にバンド活動をしたくない」旨を告げられたという。また、ダニー・ルブレは、アンディ・デリスの妻がダニーのファンでそれがきっかけで加入した。
- 2005年に現ラインナップが揃って以降、アンディ・デリス以外のメンバーが全員185cm〜190cm以上の長身揃いのバンドとなった。アンディ・デリスも公称178cmと180cm近い身長があるにもかかわらず、他の弦楽器隊が軒並み長身のためステージではアンディ・デリスが小柄に見えるという現象が起きている。また、元メンバーであり現在はマイケル・キスクと共に活動をしているカイ・ハンセン自身も175cmあるものの、他のメンバー達と比べるとやはり小柄に見えている。
- 2018年の来日公演では物販コーナーでの「湯呑み」が大人気で後にビクターから追加販売される事となった。

## メンバー
※2020年5月時点

### 現ラインナップ
- アンディ・デリス (Andreas "Andi" Deris) - ボーカル (1994- )
ピンク・クリーム69よりハロウィンに加入。
- マイケル・ヴァイカート (Michael Ingo Joachim Weikath) - ギター (1984- )
オリジナル・メンバー。
- サシャ・ゲルストナー (Sascha Gerstner) - ギター (2002- )
フリーダム・コールよりハロウィンに加入。
- マーカス・グロスコフ (Markus Grosskopf) - ベース (1984- )
オリジナル・メンバー。
アンディ・デリス、ローランド・グラポウのソロに参加、他にエドガイのトビアス・サメットによるプロジェクト、アヴァンタジアにも参加。その後、2008年にギターを省いたベーシストの為のプロジェクト、ベースインヴェイダーズを立ち上げた。
- ダニ・ルブレ (Daniel "Dani" Loeble) - ドラムス (2005- )
グレンモア、ロウヘッド・レックスを経てハロウィンに加入。他に元アイアン・メイデンのブレイズ・ベイリーのバンド、ブレイズにも参加していた。

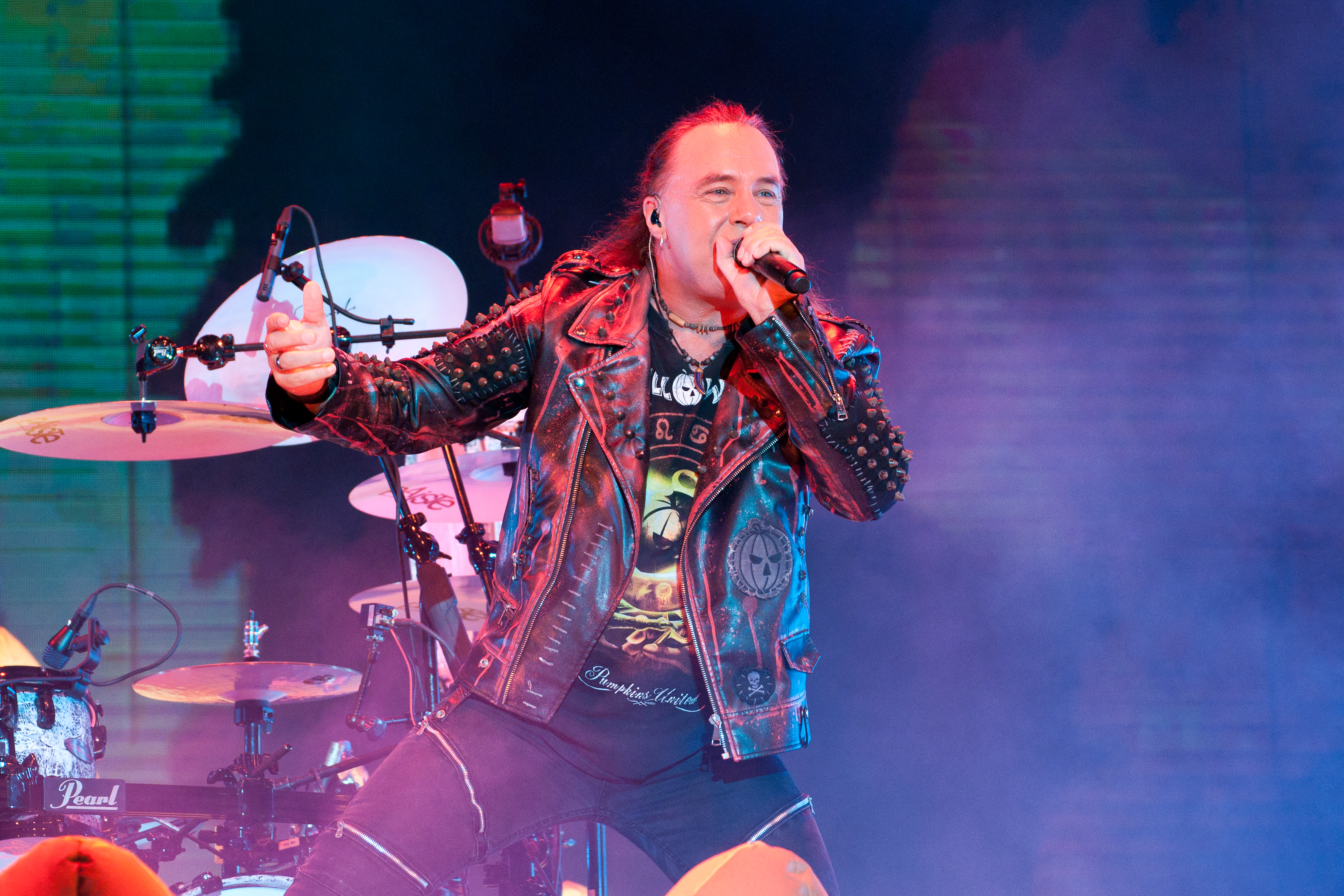
アンディ・デリス(Vo) 2018年
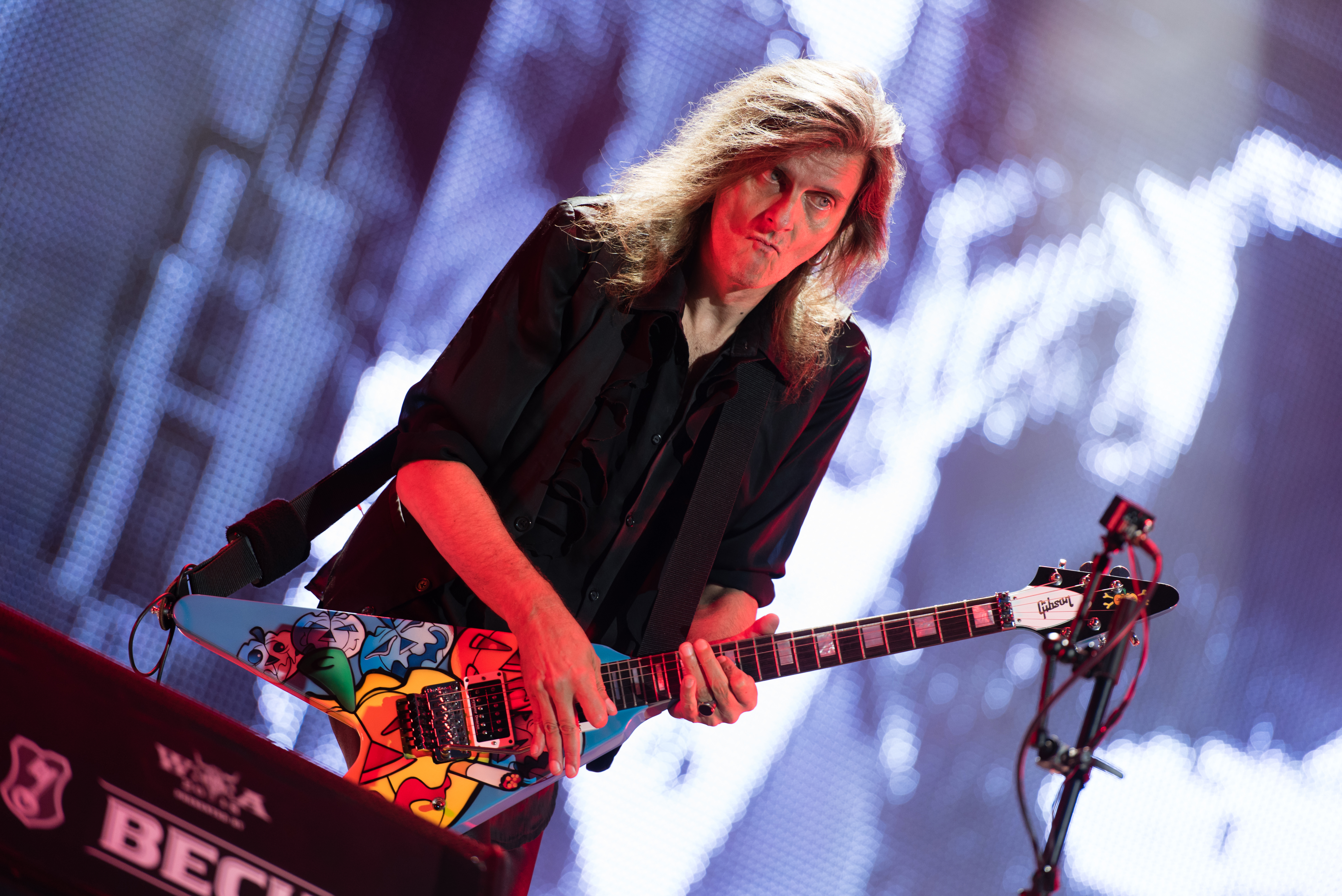
マイケル・ヴァイカート(G) 2018年
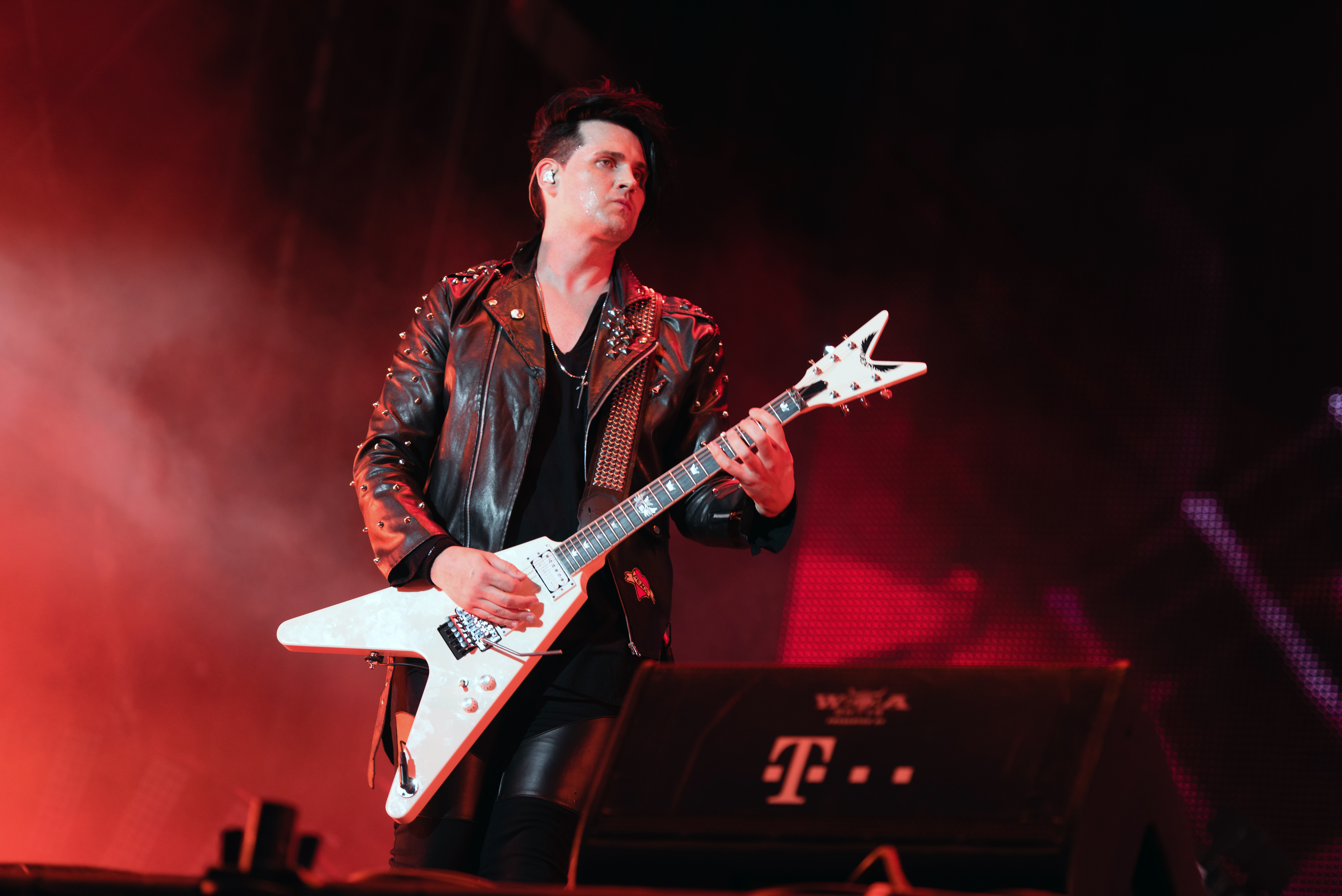
サシャ・ゲルストナー(G) 2018年
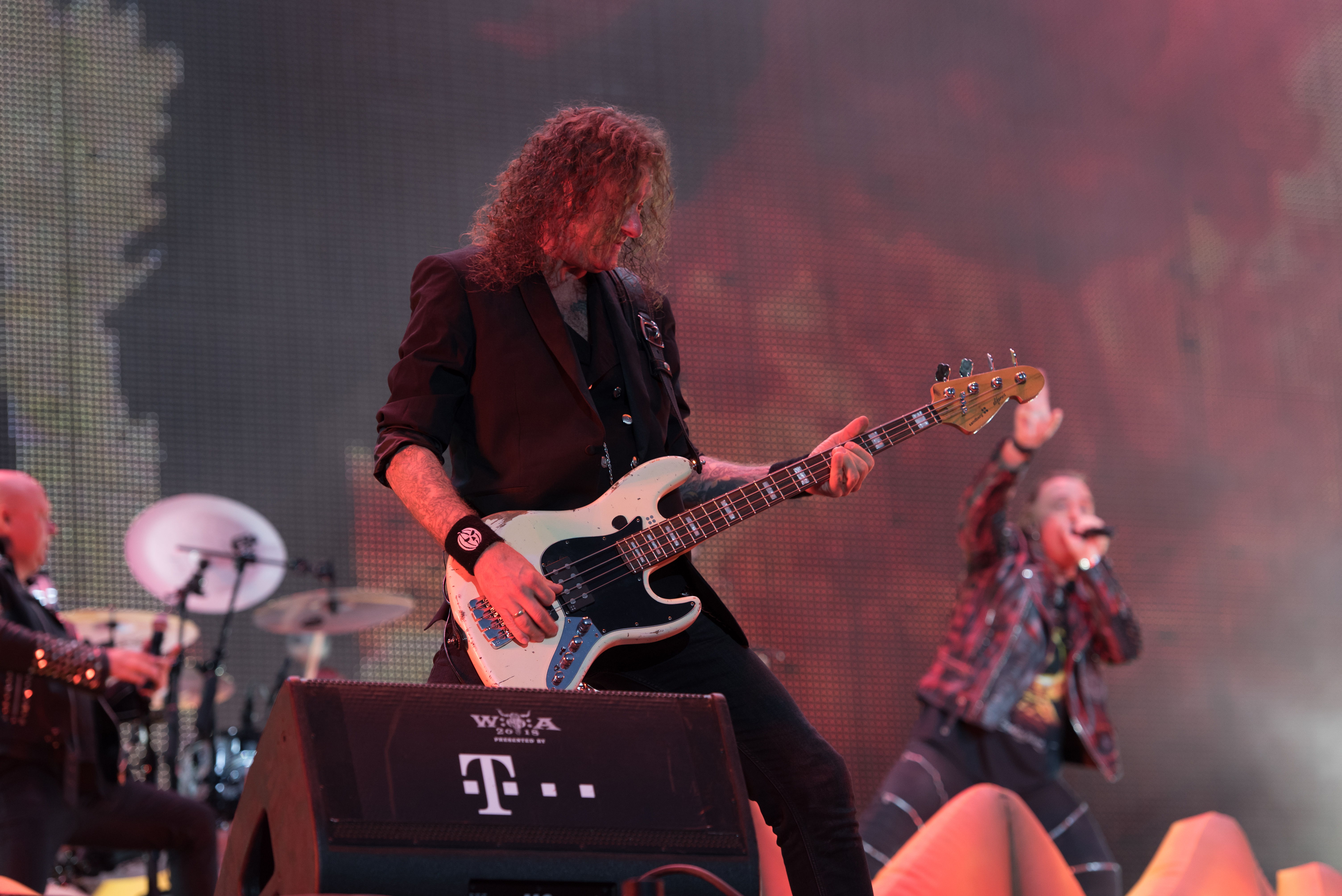
マーカス・グロスコフ(B) 2018年
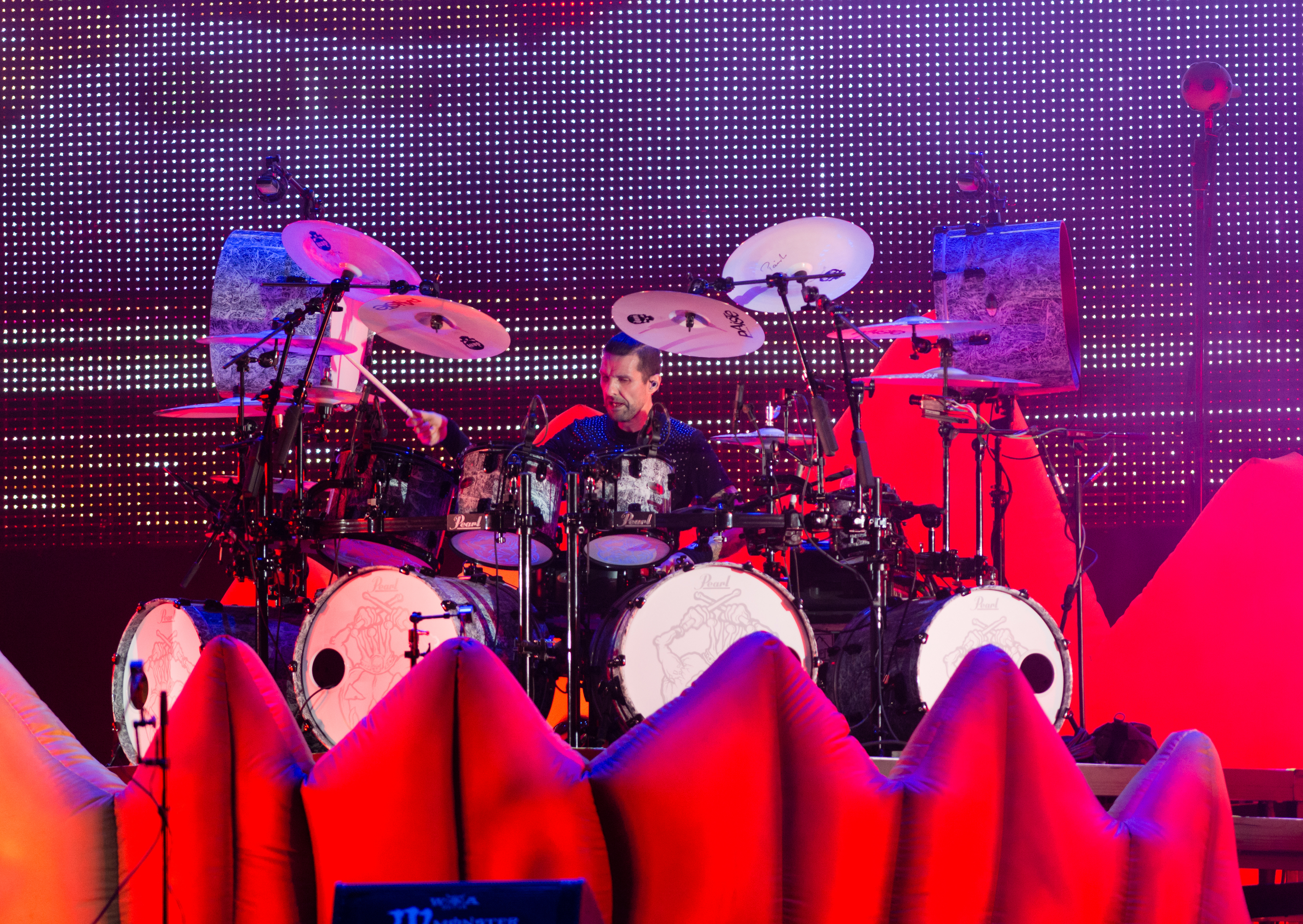
ダニ・ルブレ(Ds) 2018年

- カイ・ハンセン (Kai Hansen) - ボーカル、ギター (正規1984-1989, サポート2017- )
オリジナル・メンバー。マイケル・キスクの加入後はギター専任。脱退後はガンマ・レイを結成。
- マイケル・キスク (Michael "Michi" Kiske) - ボーカル (正規1987-1993, サポート2017- )
脱退後はソロ・プロジェクトを中心に活動、2009年にはユニソニックを結成（2011年にカイ・ハンセンも加入）。

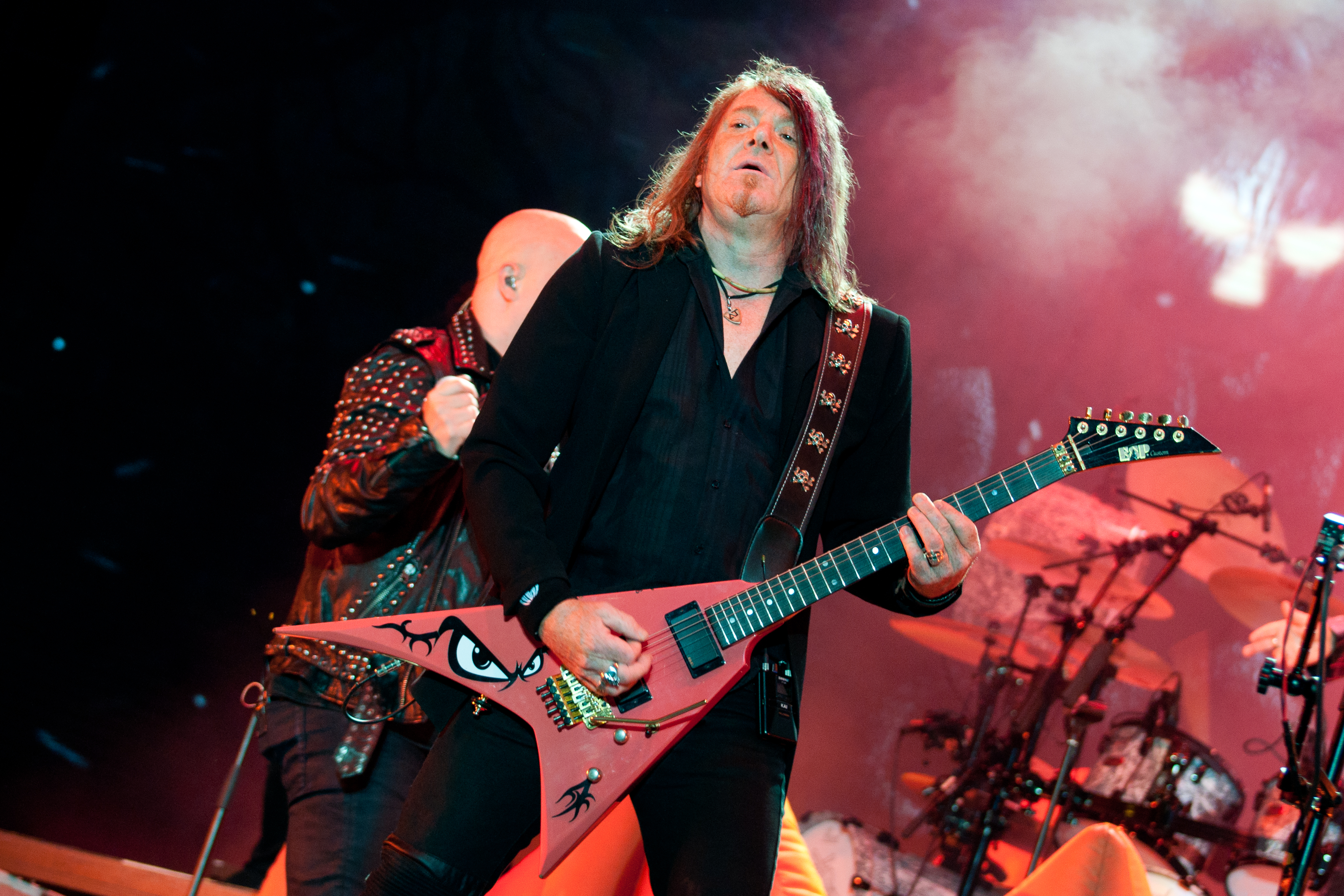
カイ・ハンセン(G) 2018年
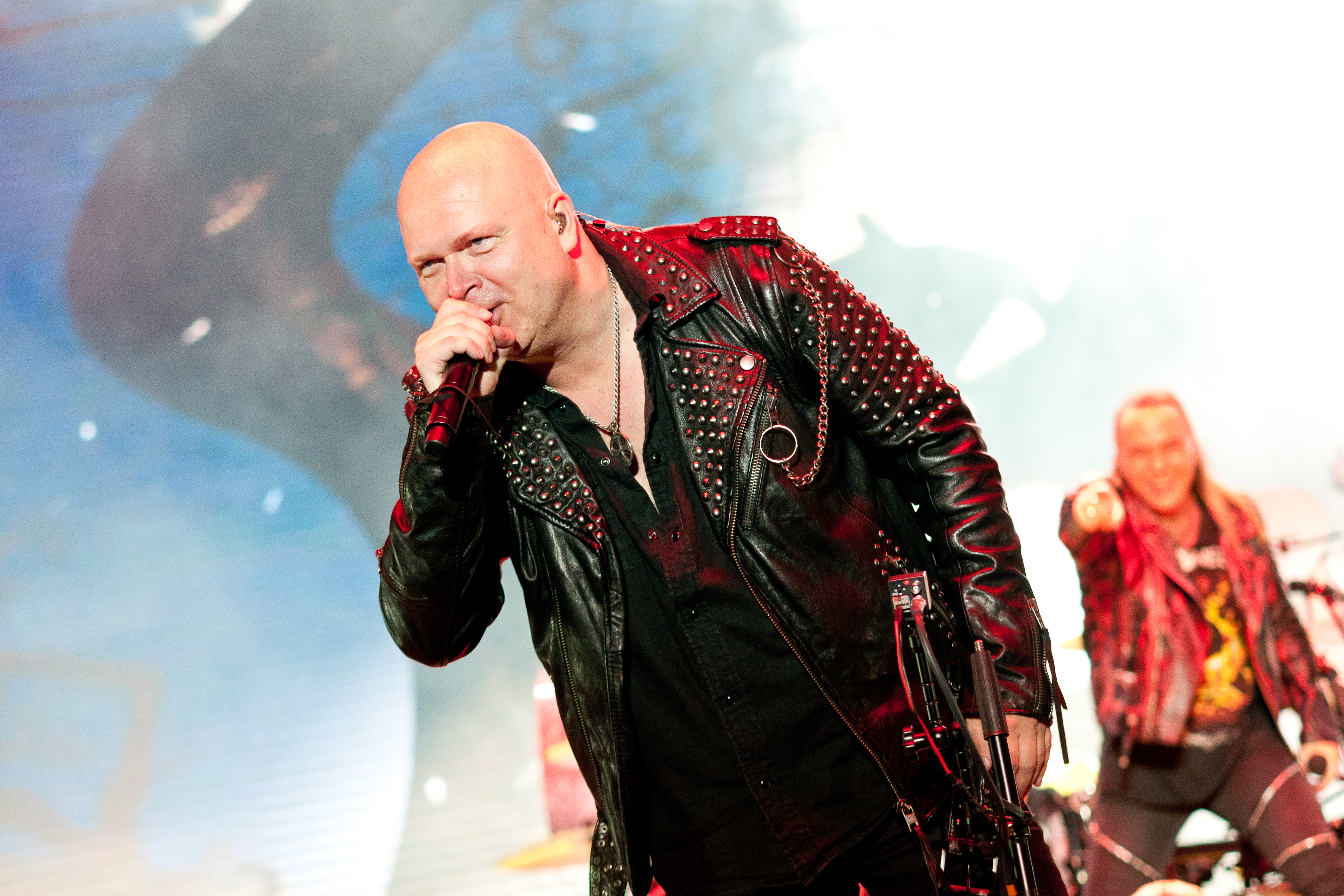
マイケル・キスク(Vo) 2018年

### 旧メンバー
- ローランド・グラポウ (Roland Grapow) - ギター (1989-2001)
脱退後はマスタープランを結成。
- インゴ・シュヴィヒテンバーグ (Ingo Schwichtenberg) - ドラムス (1984-1993)　♰RIP.1995
オリジナル・メンバー。1965年5月18日生、1995年3月8日没（自殺）
- ウリ・カッシュ (Ulrich "Uli" Kusch) - ドラムス (1994-2001)
ガンマ・レイでの活動後、インゴの後任として加入。脱退後はローランド・グラポウと共に、マスタープランを結成。
- マーク・クロス (Mark Cross) - ドラムス (2002)
メタリウム、キングダム・カムを経てハロウィンに加入、脱退後はアット・ヴァンス、ファイアーウインドに加入。
- ステファン・シュヴァルツマン (Stefan Schwarzmann) - ドラムス (2003-2004)
ランニング・ワイルド、U.D.O.等を経てハロウィンに加入、脱退後はアクセプトに加入。

## ディスコグラフィ
スタジオ・アルバム
- 『ウォールズ・オブ・ジェリコ』 - Walls Of Jericho (1985年)
- 『守護神伝 -第一章-』 - Keeper Of The Seven Keys Part 1 (1987年)
- 『守護神伝 -第二章-』 - Keeper Of The Seven Keys Part 2 (1988年)
- 『ピンク・バブルズ・ゴー・エイプ』 - Pink Bubbles Go Ape (1991年)
- 『カメレオン』 - Chameleon (1993年)
- 『マスター・オブ・ザ・リングス』 - Master of the Rings (1994年)
- 『タイム・オブ・ジ・オウス』 - The Time of the Oath (1996年)
- 『ベター・ザン・ロウ』 - Better Than Raw (1998年)
- 『ダーク・ライド』 - The Dark Ride (2000年)
- 『ラビット・ドント・カム・イージー』 - Rabbit Don't Come Easy (2003年)
- 『守護神伝 -新章-』 - Keeper Of The Seven Keys - The Legacy (2005年)
- 『ギャンブリング・ウィズ・ザ・デヴィル』 - Gambling with the Devil (2007年)
- 『7シナーズ』 - 7 Sinners (2010年)
- 『ストレイト・アウト・オブ・ヘル』 - Straight Out of Hell (2013年)
- 『マイ・ゴッド・ギヴン・ライト』 - My God-Given Right (2015年)
- 『ハロウィン』 - Helloween (2021年)
- 『ジャイアンツ＆モンスターズ』 - Giants & Monsters (2025年)

## 来日公演

### 単独公演
- Seven Keys Tour（1987年）
  - 11月26日 東京 東京厚生年金会館
  - 11月27日・28日 東京 中野サンプラザ
  - 11月30日 大阪 大阪フェスティバルホール
- Pumpkins Fly Free Tour（1989年）
  - 5月23日・24日 大阪 大阪毎日ホール
  - 5月26日 名古屋 名古屋市公会堂
  - 5月28日 川崎 クラブチッタ川崎
  - 5月29日・30日・31日 東京 東京厚生年金会館
  - 6月01日 東京 中野サンプラザ
  - 6月03日 東京 汐留PIT II
- Pink Bubbles Go Ape On Tour（1992年）
  - 09月24日 川崎 川崎市教育文化会館
  - 09月25日 仙台 宮城県民会館
  - 09月25日・28日 東京 NHKホール
  - 09月29日 浦和 浦和市文化センター
  - 10月02日 広島 広島厚生年金会館
  - 10月04日 北九州 九州厚生年金会館
  - 10月05日 大阪 大阪厚生年金会館
  - 10月06日 大阪 松下IMPホール
  - 10月07日 東京 中野サンプラザ
- Chameleon Tour（1993年）
  - 11月26日 東京 NHKホール
  - 11月27日 東京 渋谷公会堂
  - 11月29日 大阪 大阪厚生年金会館
  - 12月01日 名古屋 名古屋市公会堂
  - 12月02日 東京 中野サンプラザ
  - 12月04日 横浜 横浜文化体育館
- Master of the Rings Tour（1995年）
  - 1月09日 東京 簡易保険ホール
  - 1月12日 福岡 福岡サンパレス
  - 1月14日 東京 渋谷公会堂
  - 1月17日 東京 東京厚生年金会館
  - 1月19日 大宮 大宮ソニックシティ
  - 1月20日 仙台 イズミティ21
- The Time of the Oath Tour（1996年）
  - 9月19日 仙台 仙台サンプラザホール
  - 9月20日 新潟 新潟テルサ
  - 9月21日 秋田 秋田市文化会館
  - 9月23日 札幌 北海道厚生年金会館
  - 9月26日 大阪 大阪厚生年金会館
  - 9月27日 福岡 福岡サンパレス
  - 9月29日 大阪 大阪フェスティバルホール
  - 9月30日 横浜 神奈川県民ホール
  - 10月01日 浦和 浦和市文化センター
  - 10月03日・4日 東京 赤坂BLITZ
  - 10月05日 浦安 東京ベイNKホール
- Better Than Raw Tour（1998年）
  - 6月15日 福岡 福岡市民会館
  - 6月16日 大阪 大阪厚生年金会館
  - 6月17日 大阪 松下IMPホール
  - 6月19日 名古屋 愛知県勤労会館
  - 6月21日 東京 東京厚生年金会館
  - 6月22日 横浜 神奈川県民ホール
  - 6月23日 東京 中野サンプラザ
  - 6月25日 東京 簡易保険ホール
- The Dark Ride Tour（2001年）
  - 3月02日 大阪 大阪厚生年金会館
  - 3月03日 福岡 Zepp福岡
  - 3月05日 名古屋 愛知厚生年金会館
  - 3月06日 仙台 Zepp仙台
  - 3月08日・9日 東京 中野サンプラザ
  - 3月10日 東京 渋谷O-EAST
- Rabbit Don't Come Easy World Tour（2004年）
  - 1月30日 広島 広島クラブクアトロ
  - 1月31日 福岡 Zepp福岡
  - 2月02日 名古屋 ダイアモンドホール
  - 2月03日 大阪 なんばHATCH
  - 2月05日・6日 東京 SHIBUYA-AX
- Keeper of the Seven Keys - The Legacy World Tour 2005/06（2006年）
  - 2月24日 広島 広島クラブクアトロ
  - 2月26日 大阪 Zepp大阪
  - 2月27日 福岡 Zepp福岡
  - 3月01日・4日 東京 Zepp東京
  - 3月03日 名古屋 Zepp名古屋
  - 3月05日 川崎 クラブチッタ川崎
- Hellish Rock Tour 2007/2008（2008年）
  - 2月08日 福岡 DRUM LOGOS
  - 2月09日 広島 広島クラブクアトロ
  - 2月11日 大阪 なんばHATCH
  - 2月12日 名古屋 ダイアモンドホール
  - 2月14日・15日 東京 東京厚生年金会館
- The 7 Sinners World Tour 2010/11（2011年）
  - 2月20日 札幌 Zepp札幌
  - 2月22日 仙台 Zepp仙台
  - 2月23日 名古屋 Zepp名古屋
  - 2月25日 福岡 Zepp福岡
  - 2月27日 大阪 なんばHATCH
  - 2月28日 東京 Zepp東京
- Hellish Rock - Part II Tour（2013年）
  - 6月05日 東京 Zepp東京
  - 6月06日 横浜 横浜BLITZ
  - 6月07日 東京 SHIBUYA-AX
  - 6月09日 大阪 松下IMPホール
  - 6月10日 名古屋 Zepp名古屋
- My God-Given Right Tour（2016年）
  - 9月20日 広島 広島クラブクアトロ
  - 9月21日 大阪 なんばHATC
  - 9月23日 名古屋 ダイアモンドホール
  - 9月26日 東京 EXシアター六本木
  - 9月27日 東京 STUDIO COAST
- Pumpkins United World Tour 2017/2018（2018年）
  - 3月16日 東京 EXシアター六本木
  - 3月18日 札幌 Zepp札幌
  - 3月21日 大阪 Zepp大阪ベイサイド
  - 3月23日・24日 東京 Zepp東京
  - 3月25日 名古屋 Zepp名古屋
  - 3月27日 大阪 Zepp ダイバーシティ東京
- United Forces 2022-2023（2023年）
  - 9月14日 大阪 オリックス劇場
  - 9月16日 東京 日本武道館

### フェス
- LOUD PARK 12（2012年）
  - 10月27日 埼玉 さいたまスーパーアリーナ
- LOUD PARK 15（2015年）
  - 10月11日 埼玉 さいたまスーパーアリーナ